# Matkaoppaat
Matkaoppaat (del finés: Guías de viaje) es un programa de telerrealidad y documental finlandés basado en el trabajo de los guías de turismo, presentado por la televisora Nelonen. Las dos primeras temporadas se filmaron en Alanya (Turquía) y la tercera, en Sunny Beach (Bulgaria). En la cuarta temporada la producción volvió a Alanya. El programa es producido por Susamuru. Matkaoppaat es la serie de producción finlandesa cuyo formato se exportó a mayor número de países en el extranjero.[cita requerida] Teniendo como público objetivo las mujeres trabajadoras de entre 20 y 30 años. El programa fue producido por Sari Isotalo y dirigido por Kaisa Pylkkänen y Petri Hanttu.

## Temporadas de producción

### Primera y segunda temporadas (Alanya)
La primera temporada del programa se presentó el 25 de enero de 2010 y la segunda el 14 de febrero de 2011. En 2010 se presentaron cuarenta episodios y en 2011, cincuenta y dos. En la primera temporada, los guías fueron Terhi, Erja, Tamer, Sini, Heidi, Matti y Kati. Kati dejó de trabajar como guía a mitad de temporada y fue reemplazada por Janni. 
La segunda temporada se grabó entre agosto y octubre de 2010 e incluyó, como novedad, guías graduadas ese mismo año. En esta temporada, además de Alanya, visitaron Marmaris y Side. Y, al igual que en la temporada anterior, hubo un viaje de ocio de los guías a Estambul. Los guías fueron los mismos, a excepción de Heidi, Katia y Matt que fueron reemplazados por Riina, Jenni, Katri, Nina, Maarit, Pia y Erika.
Matkaoppaat aumentó la audiencia de Nelonen en más de tres veces en comparación con la semana anterior. En 2010, fue nominado para el premio Formaatti-Finlandia. El premio se otorga anualmente al mejor formato de televisión nacional.
El programa muestra cómo los guías finlandeses de la agencia de viajes Detur se dedican a investigar asuntos turísticos, liderar excursiones y cuidar la propia vida en un país extranjero.

### Tercera temporada (Sunny Beach)
La tercera temporada se filmó en Sunny Beach, en la costa búlgara del Mar Negro. El rodaje se llevó a cabo entre el 23 de mayo y el 26 de agosto de 2011 y la producción estuvo a cargo de Susana Lazarov.En Bulgaria, Janne era el director de turismo. En la tercera temporada, el operador turístico fue Alma Tour, que quebró dos semanas después de que terminara el rodaje. La cuarta temporada estaba prevista que sería con Alma Tour en Chipre. Según Kristiina Werner, directora de operaciones de Nelonen, el canal desconocía la mala situación financiera de Alma Tour cuando se firmó el acuerdo. La tercera temporada incluyó 60 episodios. La directora de destino fue Janne, de 41 años, oriunda de Pietarsaari. Además de Janne, los guías fueron Anna-Kaisa de 24 años, de Tampere, Aapo Kivijärvi de 27 años, Anne-Mari Kerava de 22 años, Maija de 19 años, de Helsinki, que fue guía por primera vez, y Anssi.

### Cuarta temporada (Sousse y Alanya)
El rodaje de la cuarta temporada comenzó en Susa (Túnez) en la primavera de 2012. En otoño los episodios se filmaron en Alanya. El programa comenzó su emisión el 21 de enero de 2013. Los nuevos guías en Susa fueron Eija, Päivi y Marjo.

## Formato en otros países
El formato de la serie despertó el interés en el exterior desde su primera emisión. Tras terminar de grabar la primera temporada y mientras se planeaba la segunda, la productora declaró que ya lo había vendido en Suecia, Noruega, Polonia, Alemania, Países Bajos, Bélgica, Suiza, Francia y Grecia, y aun estaba en negociación en otros países. La serie también se vendió a Estados Unidos, que fue el vigésimo país en comprarlo. La versión noruega de la serie se filmó en Tailandia y la versión francesa en Creta.

## Impacto en la sociedad
Según un estudio publicado por la Universidad de Ciencias Aplicadas de Tampere en 2012, se encontró que el 90,3% de los encuestados había visto al menos un episodio del programa y el 46,6% al menos 7. Siendo especialmente popular en el rango de edades de 18 a 44 años.
Entre el 66,6% y el 70,6% de los mismos afirmó que la serie influyó de algún modo en la percepción que tenía sobre Alanya (Turquía), siendo esta mayormente negativa. Sin embargo, el 61,3% manifestó que la serie no afectó a sus preferencias turísticas. Por lo que se concluyó que es más fácil para un programa de televisión influir en la opinión que se tiene de un lugar antes que al turismo en sí mismo.
En un estudio independiente del año 2011 se evaluó si el programa influyó de algún modo en la percepción del público hacia el trabajo de los guías y las agencias de turismo. El 40% respondió que la serie da una imagen pesimista sobre el trabajo, mostrando que deben enfrentarse a situaciones complicadas y clientes difíciles. El 75% fue más específico, indicando que no trabajaría para Detur. También se indicó que el salario es bajo para las responsabilidades que se deben asumir. El 42% respondió que su opinión sobre el trabajo de un guía de turismo cambió tras ver el programa.
Comparando los resultados con los del informe de 2011 del Päivölä Folk High School, se concluye que el programa logró trasmitir de manera correcta las funciones y responsabilidades de un guía, lo que coincide con la percepción mayoritaria del público de que, pese a ser un programa de telerrealidad, fue mayormente realista.